# Pergamasus runcatellus
Pergamasus runcatellus är en spindeldjursart som först beskrevs av Berlese 1906.  Pergamasus runcatellus ingår i släktet Pergamasus och familjen Parasitidae. Inga underarter finns listade i Catalogue of Life.